# Macrochelys
Genre
Synonymes
- Gypochelys Agassiz, 1857
- Macroclemmys Gray, 1856
- Macroclemmys Strauch, 1862
- Macroclemys Gray, 1855

Statut CITES
Macrochelys est un genre de tortues de la famille des Chelydridae.

## Répartition et systématique
La seule espèce connue a longtemps été M. temminckii, endémique des États-Unis.
En 2014, une nouvelle espèce, M. suwanniensis (endémique du fleuve Suwannee) est découverte. On a également cru en découvrir une troisième, M. apalachicolae (endémique des fleuves Choctawhatchee et Ochlockonee), mais cette dernière a par la suite été reconnue comme identique à M. temminckii dont elle est aujourd'hui un synonyme.

### Liste des espèces
Selon TFTSG (20 juin 2014) :
- Macrochelys temminckii (Troost, 1835) — Tortue alligator
- Macrochelys suwanniensis

et les espèces fossiles :
- †Macrochelys auffenbergi Dobie, 1968
- †Macrochelys floridana Hay, 1907
- †Macrochelys schmidti Zangerl, 1945

Travis, Granatosky, Bourque, Krysko, Moler, Gamble, Suarez, Leone et Roman en 2014 estiment que ce genre est composé de trois espèces : Macrochelys temminckii, Macrochelys suwanniensis et Macrochelys apalachicolae.

## Publication originale
- Gray, 1856 "1855" : On some New Species of Freshwater Tortoises from North America, Ceylon and Australia, in the collection of the British Museum. Proceedings of the Zoological Society of London, vol. 23, p. 197-202 (texte intégral).